# 當幌站

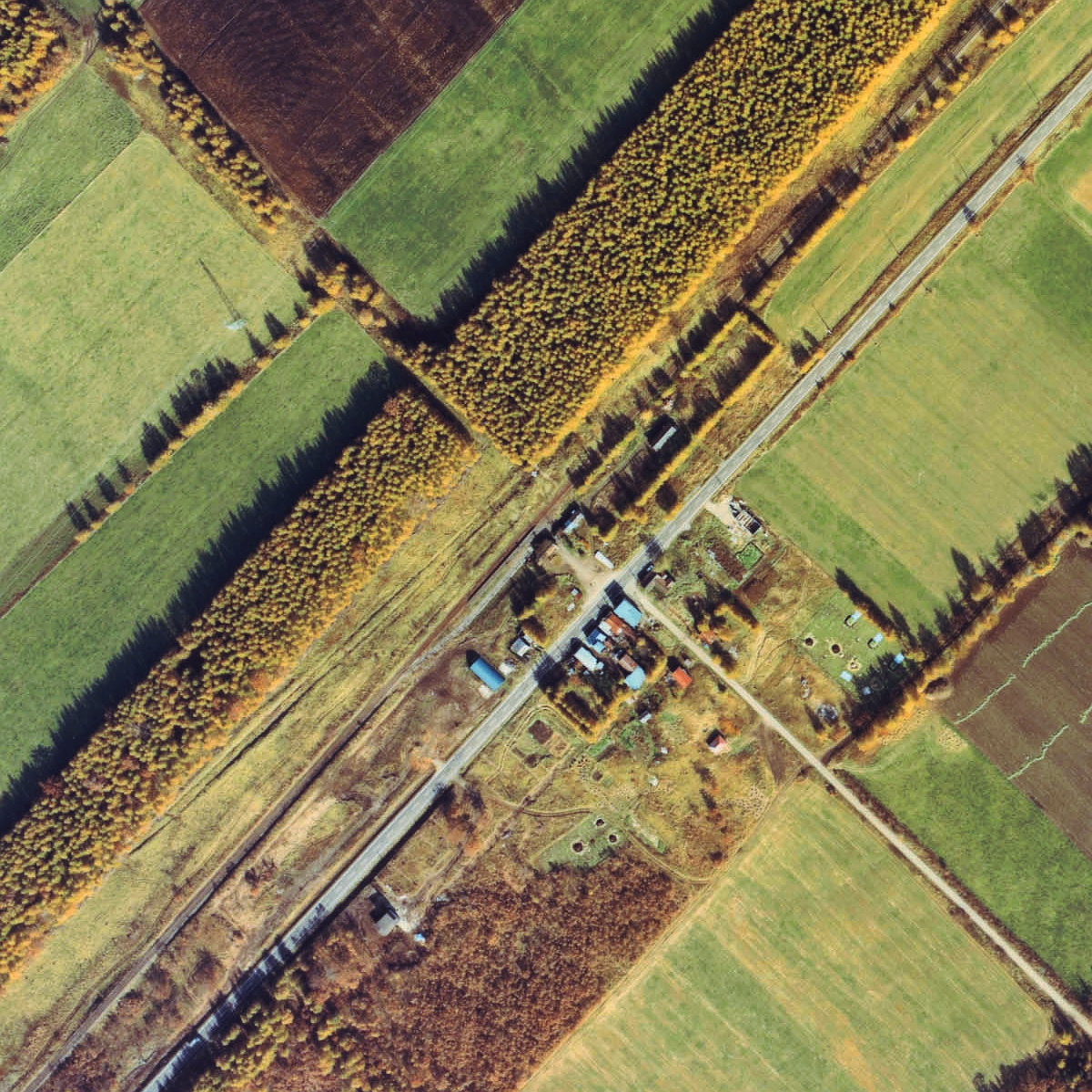
1977年的當幌站與方圓約500米範圍。右上方是中標津方向。車站後方可看到殖民軌道計根別線的路基遺蹟。

當幌站（日语：／ Tōhoro eki */?）是位於北海道標津郡中標津町字當幌本通，北海道旅客鐵道（JR北海道）的標津線車站（廢站）。隨著標津線廢線，車站在1989年（平成元年）4月30日廢除。

## 歷史
- 1937年（昭和12年）10月30日：國有鐵道（國鐵）標津線車站啟用[1]。當時為一般車站。
- 1959年（昭和34年）4月1日：成為業務委託車站。
- 1968年（昭和43年）
  - 9月1日：結束業務委託，成為無人車站。
  - 10月1日：結束處理貨物。
- 1984年（昭和59年）2月1日：結束處理行李。
- 1986年（昭和61年）11月1日：完全成為無人車站。
- 1987年（昭和62年）4月1日：伴隨國鐵分割民營化，車站由北海道旅客鐵道（JR北海道）營運。
- 1989年（平成元年）4月30日：標津線全線廢除，此站也廢除[1]。

### 站名的由來
車站名稱取自地名。而地名來源有兩個說法，都是來自阿伊努語：
1. 「トホロ（to-horo）」，其意思是沼澤、河流[2]
  - 在道東的阿伊努語方言中，「ホロ（horo）」意思是河流[2]。
2. 「トオㇿペッ(to-or-pet)」，其意思是沼澤、有、河流[3]。

## 車站構造
截至車站廢除前，車站是一座地面車站，設有1面1線的單式月台。車站大樓是位於站內東南方（標茶方向的列車會開啟左邊車門），靠近中標津一方。
在結束處理貨物和行李前，車站大樓一方設有貨物起卸線。在結束處理行李後，貨物起卸線被撤去，由島式月台變為單式月台。
此外，車站西北方（車站大樓對面）設有殖民軌道計根別線路基遺蹟。

## 車站周邊
- 阿寒巴士（日语：阿寒バス）「當幌」巴士站

## 現況
車站大樓和月台已經不存在，只剩下站前廣場。

## 相鄰車站
北海道旅客鐵道
標津線 
開榮－當幌－中標津

## 注腳
1. 1 2  今尾惠介監修《日本鉄道旅行地図帳》1號 北海道，新潮社，2008年，p.44
2. 1 2   (PDF). アイヌ語地名リスト. 北海道 環境生活部 アイヌ政策推進室. 2007  [2020-01-03]. （原始内容存档 (PDF)于2018-04-17） （日语）.
3. ↑  本多 貢. 児玉　芳明 , 编. . 札幌市: 北海道新聞社. 1995-01-25: 168. ISBN 4893637606. OCLC 40491505 （日语）.